# Concours Hippique International Officiel

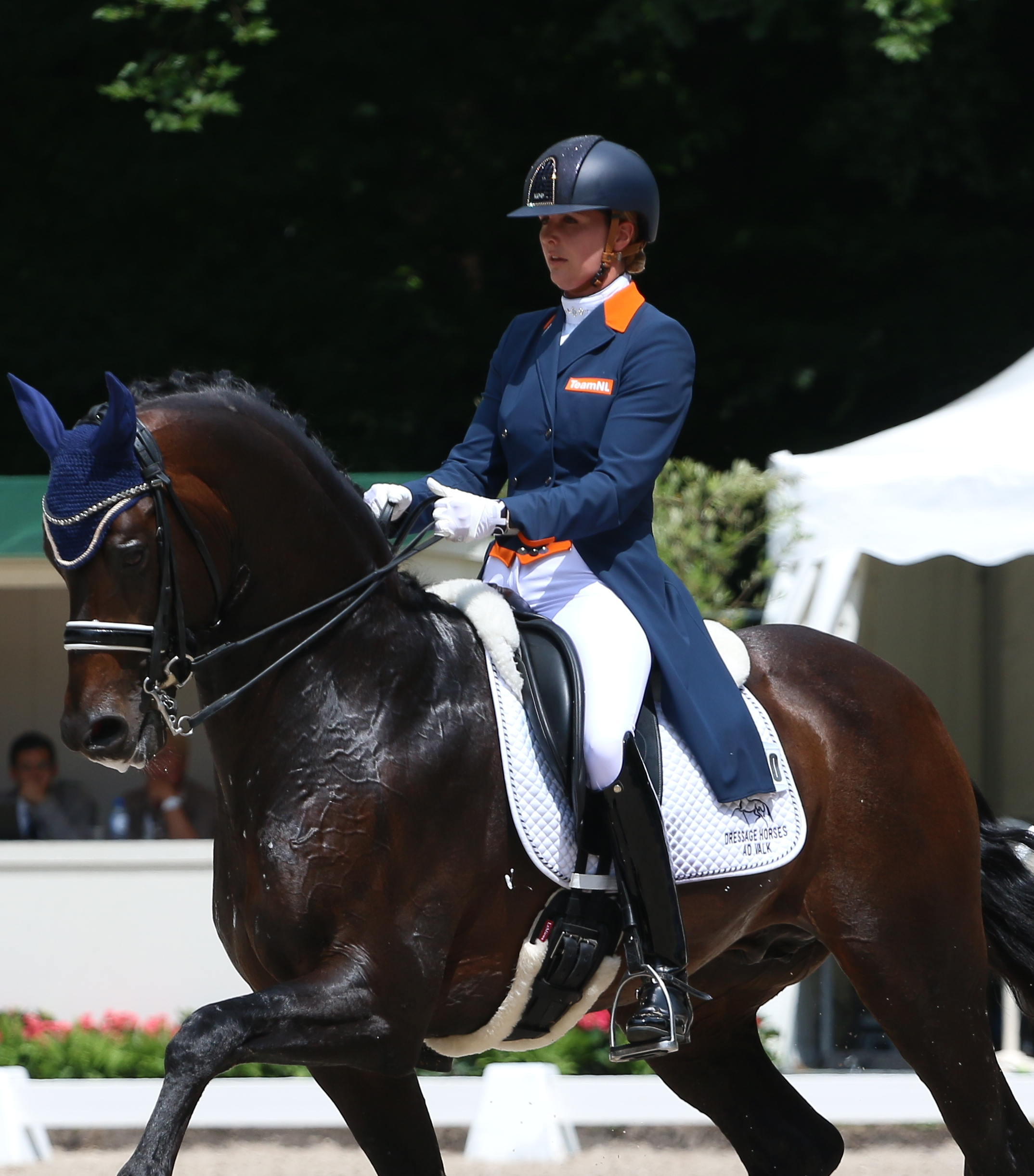
Emmelie Scholtens, CHIO Rotterdam 2017

Ein Concours Hippique International Officiel (kurz CHIO, französisch für Internationaler Offizieller Pferdesport-Wettbewerb) ist ein nach dem Regelwerk der Fédération Équestre Internationale (FEI) ausgerichtetes internationales Pferdesport-Turnier mit Prüfungen in mehr als einer Disziplin auf höchstem Niveau.

## Allgemeines
In jedem Mitgliedsland der FEI darf jedes Jahr nur ein CHIO stattfinden, aber nur wenige Länder haben einen CHIO.
Bei einem CHIO finden in den jeweiligen Disziplinen, beispielsweise im Springen oder der Dressur, Nationenpreise statt, bei denen Nationalteams bestehend aus drei oder vier Reitern um den Titel kämpfen.
Bei einem CHIO können
- ein CSI im Springen,
- ein CDI in der Dressur,
- ein CCI in der Vielseitigkeit,
- ein CAI im Fahren, oder
- ein CVI im Voltigieren stattfinden.

Bedeutende CHIOs sind der deutsche CHIO Aachen in Deutschland (seit 1924) und der niederländische CHIO Rotterdam, das seit 1948 traditionell im Kralingse Bos in Rotterdam stattfindet. Im Jahr 2020 mussten aufgrund der in diesem Jahr ausgebrochenen Corona-Pandemie sowohl der CHIO in Rotterdam als auch der CHIO in Aachen abgesagt werden.

## CHIO Aachen
Das CHIO Aachen in Deutschland wird seit 1924 in den Aachener Soers ausgetragen. Das 10-tägige Reitturnier besteht aus den Disziplinen Springreiten, Dressurreiten, Fahren, Vielseitigkeitsreiten und Voltigieren. Das Hauptstadion für das Springreiten fasst 40.000 Zuschauer, das Deutsche Bank Stadion für das Dressurreiten fasst 6000 Zuschauer. Die Voltigierwettkämpfe finden in der rund 100 Zuschauer fassenden Albert-Vahle-Halle statt und die Fahrwettbewerbe im Fahrstadion.

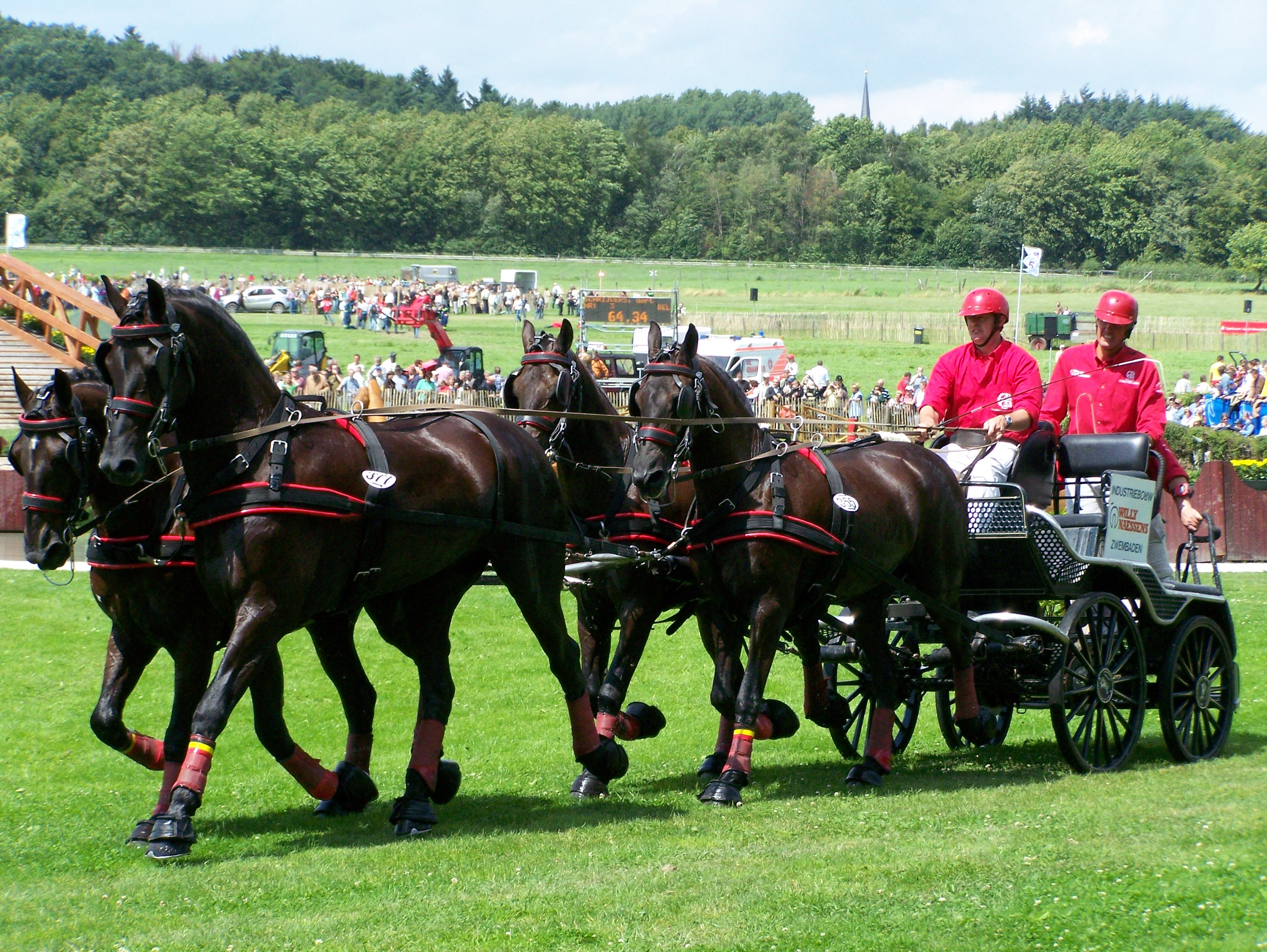
Fahren, CHIO Aachen 2007
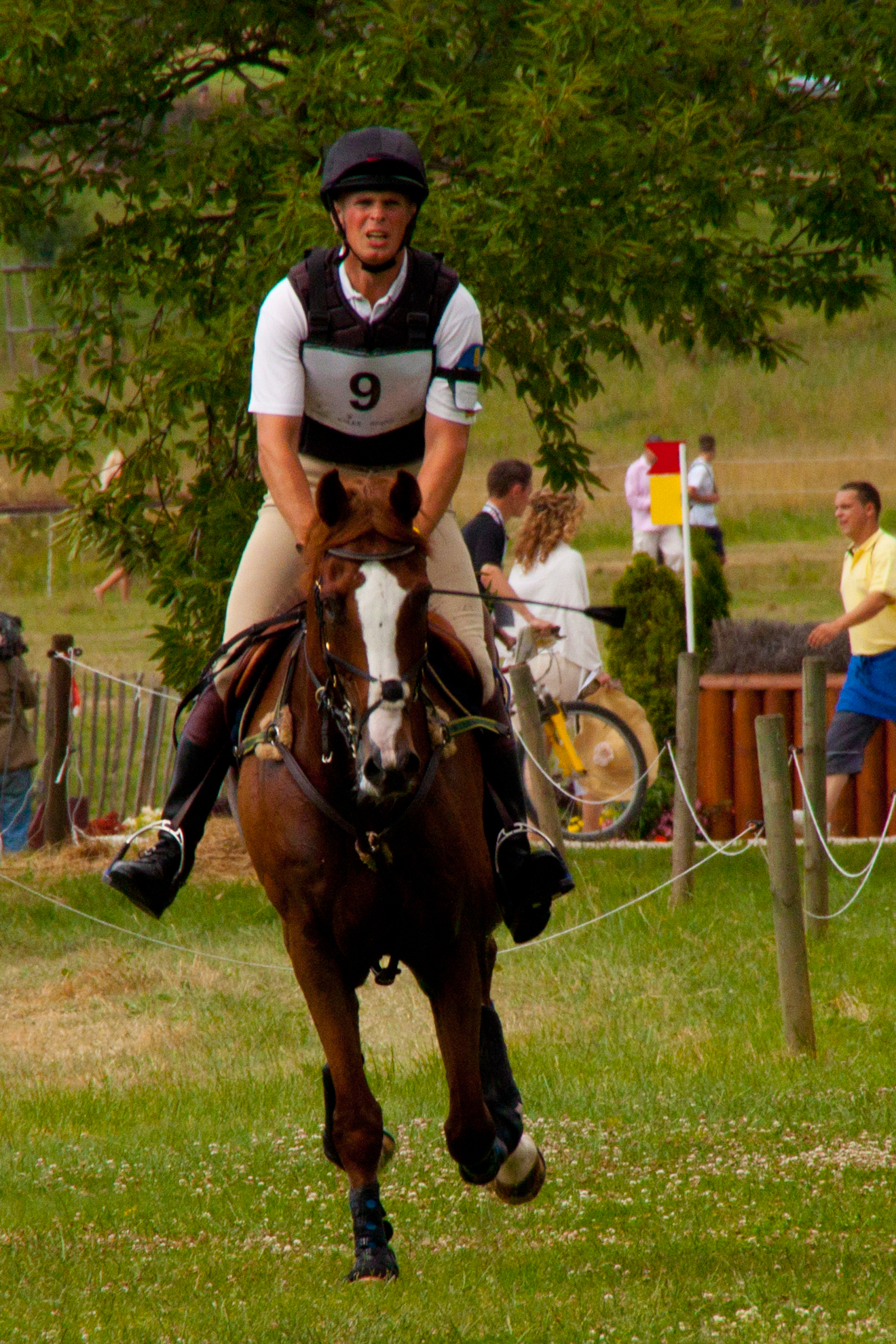
Vielseitigkeit, CHIO Aachen 2010
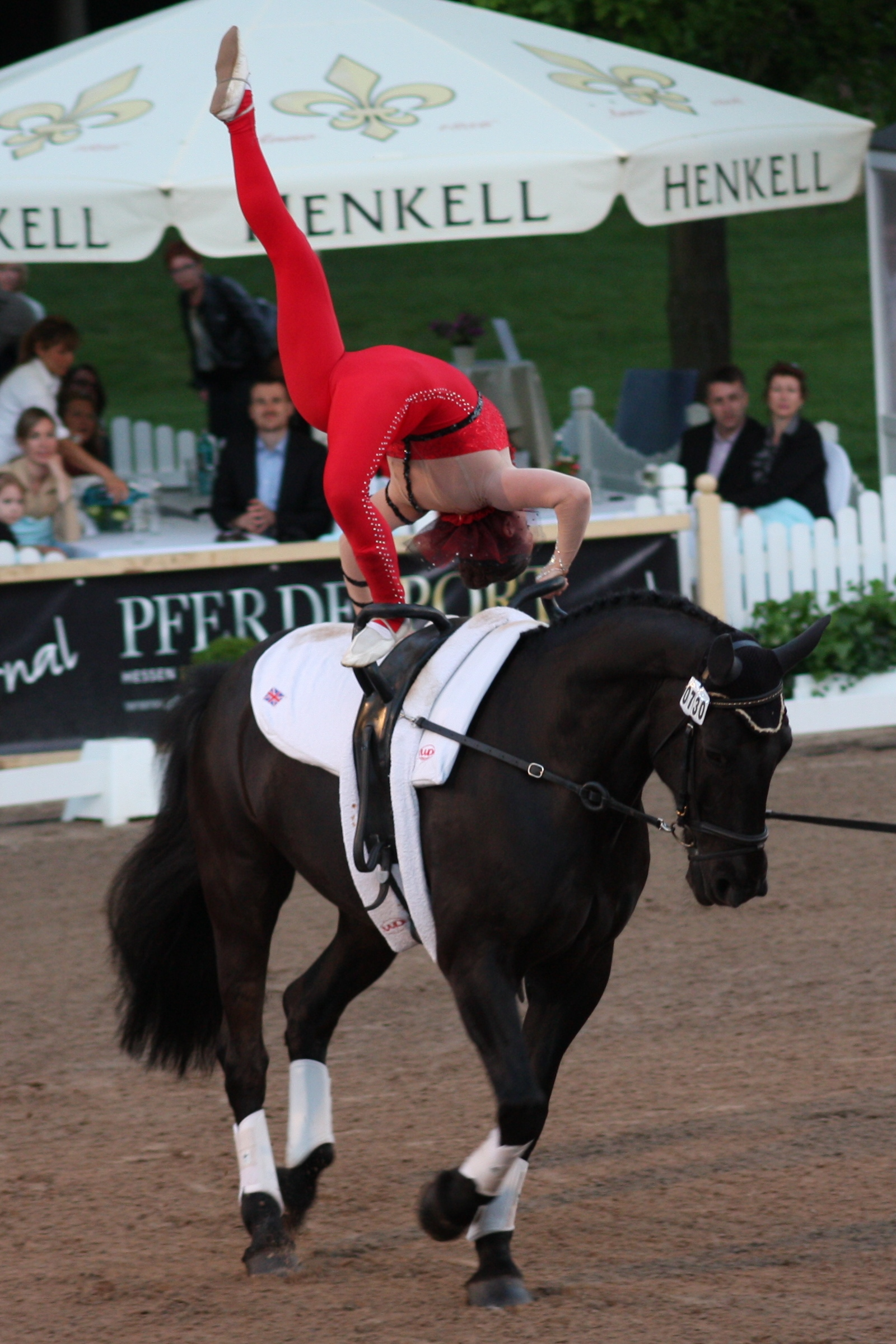
CHIO-Disziplin Voltigieren, 2013
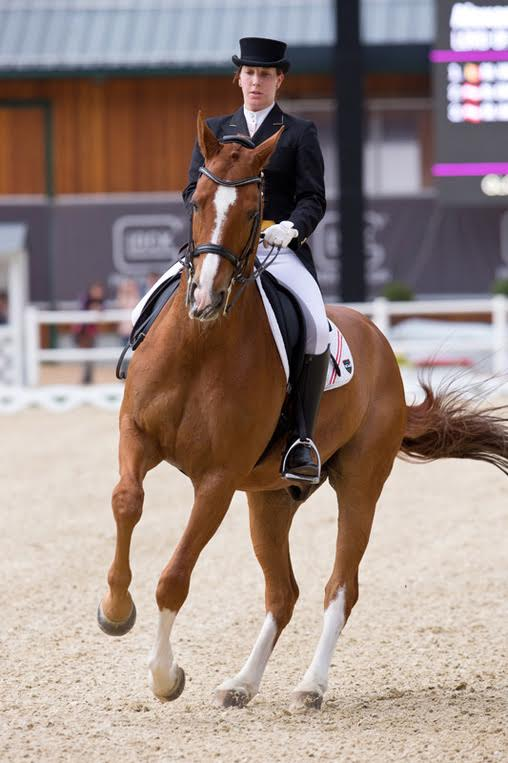
Dressur, CHIO Aachen 2015
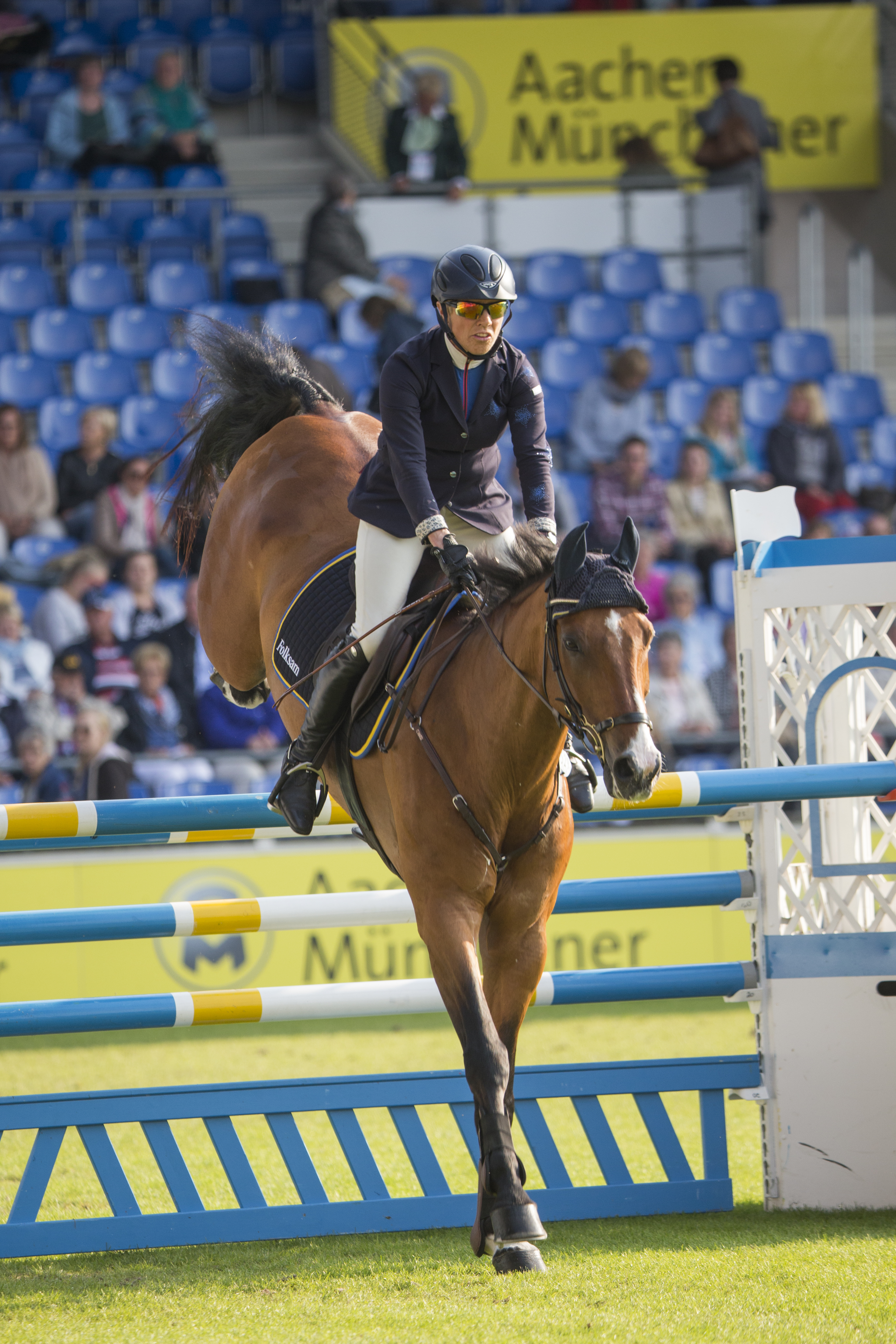
Springen, CHIO Aachen 2016

## CHIO Rotterdam

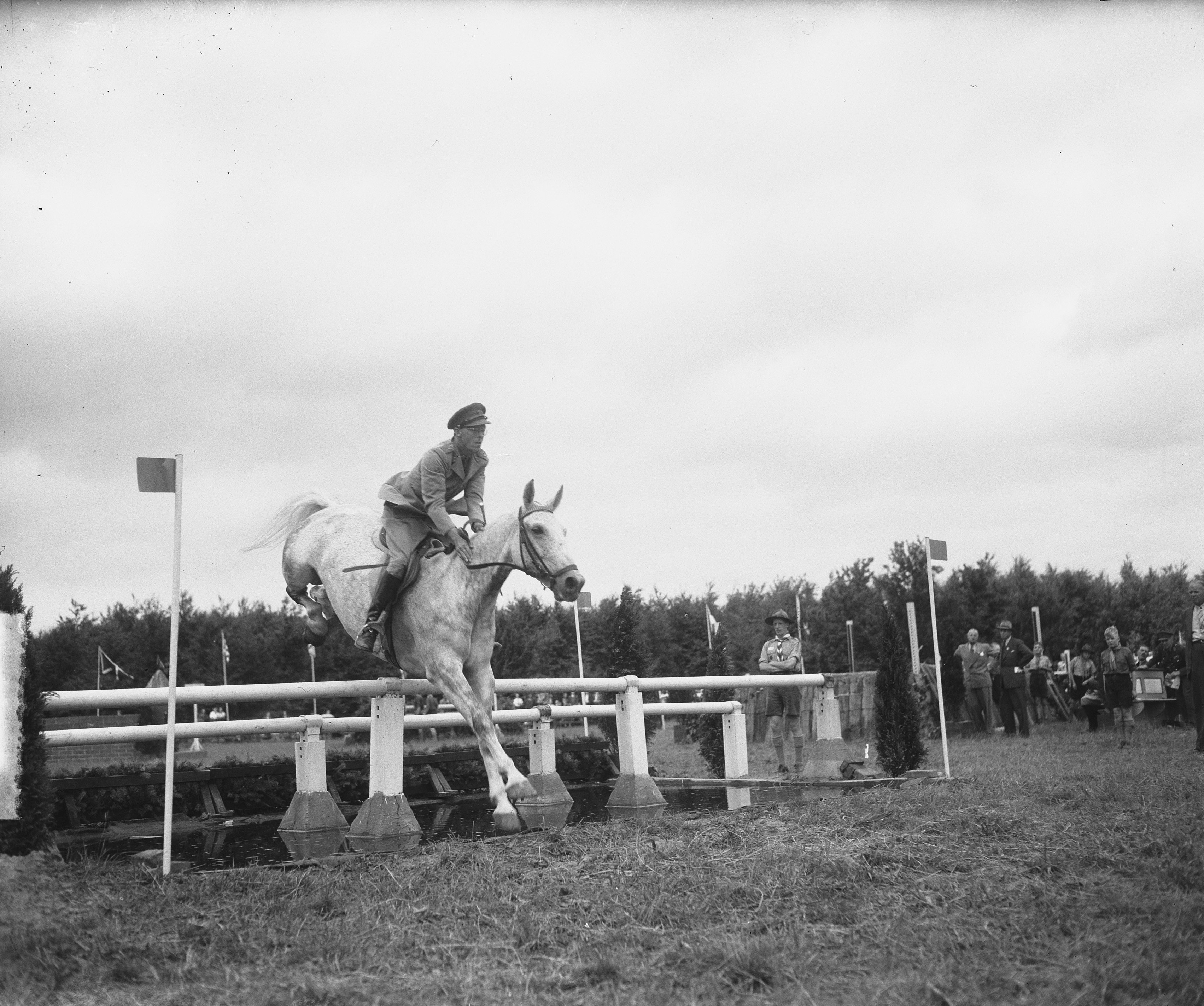
Springen, CHIO Rotterdam 1949

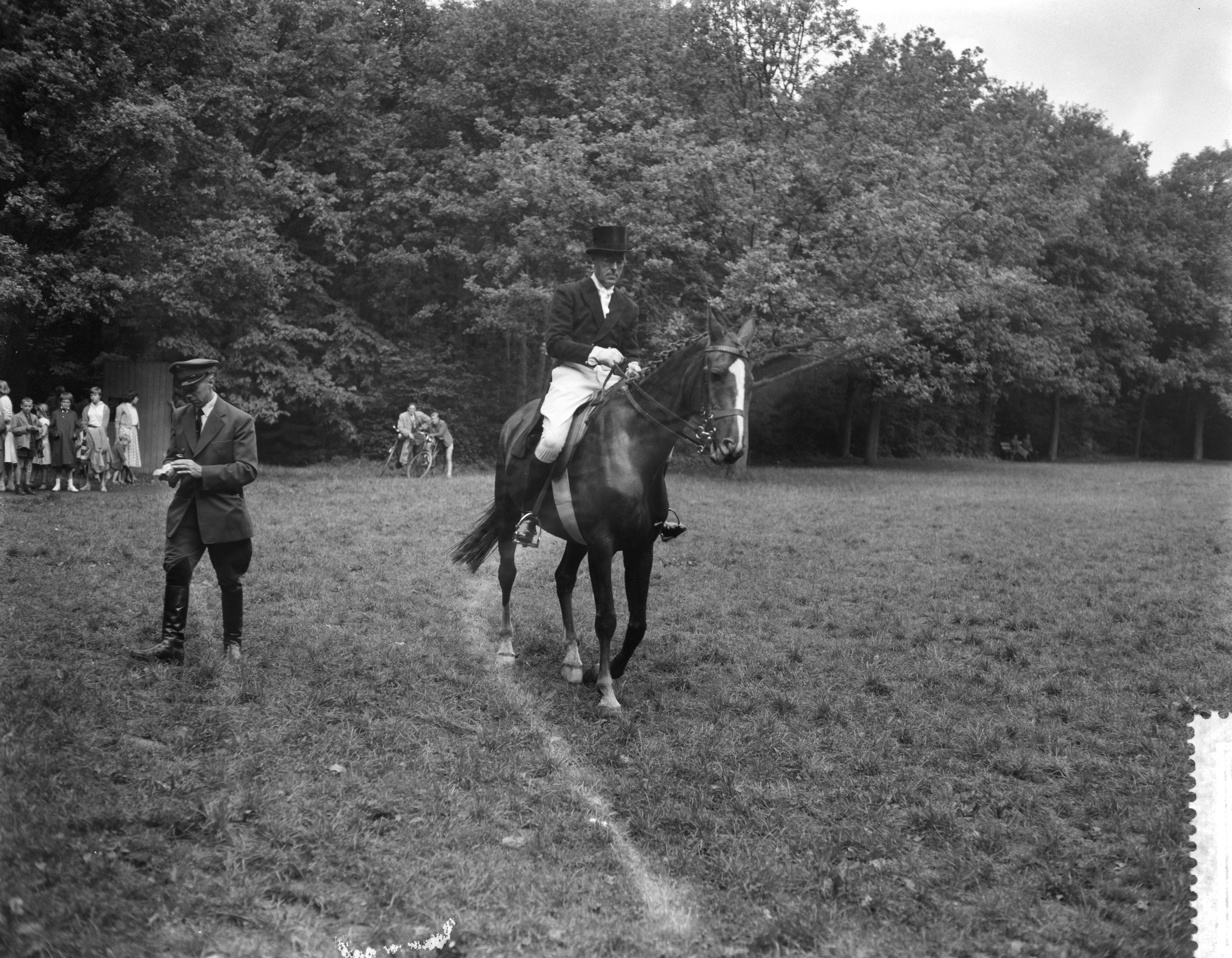
Dressur, CHIO Rotterdam 1957

Das CHIO Rotterdam ist ein internationales Pferdeturnier in Rotterdam, Niederlande. Das Turnier der Rotterdamer Manège findet jedes Jahr im Juni statt im Stadtteil Kralingen statt. Im Springen wird ein 5* CSI und in der Dressur ein 5* CDI veranstaltet. Auch der Nationenpreis wird für beide Disziplinen in Rotterdam ausgetragen.

### Geschichte
Die alte, 1839 erbaute, Reitanlage in der Stadt am Oude Binnenweg war für die Rotterdamer Reitschule Rotterdamer Manège und zugehörigen den Jockey-Club zu klein geworden. Deshalb wurde 1937 für die Rotterdamer Manège eine neue Reitanlage in Kralingen gebaut. Dort werden seit 1937 nationale Springturniere veranstaltet. Von 1942 bis 1943 wurde die Reitanlage von der deutschen Wehrmacht beschlagnahmt und danach anderweitig genutzt. 1947, nach dem Zweiten Weltkrieg, wurde das Turnier wieder ausgetragen.
Das erste offizielle CHIO in Rotterdam fand 1948 statt, zunächst noch ohne Dressur. Den Nationenpreis im Springen gewann die niederländische Equipe.
Die deutsche Equipe nahm 1953 zum ersten Mal am Nationenpreis teil. 1956 brannte der Jockey Club völlig ab, die Reithalle blieb glücklicherweise verschont.
1957 fand die erste Europameisterschaft im Springreiten in Rotterdam statt, die Hans Günter Winkler gewann. Auch in den Jahren 1967, 1979 und 1989 war der CHIO Rotterdam Austragungsort der Europameisterschaften im Springreiten.
1961 wurde eine feste Tribüne gebaut und die Dressur-Kür mit Musik eingeführt, die Reiner Klimke gewann. 1962 fand der erste Dressur-Nationenpreis statt.
1980 wurden die Olympischen Spiele in Moskau aus Protest gegen den sowjetischen Einmarsch in Afghanistan von zahlreichen Ländern boykottiert. Im Rahmen der Internationalen Festivals im Reitsport 1980
wurden die Wettbewerbe im Springreiten beim CHIO Rotterdam ausgetragen und von Hugo Simon gewonnen.
Die Europameisterschaften im Dressurreiten wurden 2011 erstmals in Rotterdam ausgetragen, wobei Adelinde Cornelissen mit Parzival den Grand Prix Spécial und die Grand Prix Kür gewann. 2019 war Rotterdam Austragungsort der Europameisterschaften im Dressur- und Springreiten und der Para-Dressur.

## Einzeldisziplinen
Internationale Pferdesportveranstaltungen in einzelnen Disziplinen sind:
- Concours d’Attelage International, CAI
- Concours Complet International, CCI
- Concours de Dressage International, CDI
- Concours International d'Endurance, CEI
- Concours de Saut International, CSI
- Concours de Voltige International, CVI